# Juan Otálvaro
Juan Pablo Otálvaro Bedoya (Rionegro, Colombia; 11 de diciembre de 1997) es un futbolista colombiano. Juega de centrocampista.

## Trayectoria
Nacido en Rionegro, Otálvaro comenzó su carrera en el club natal Águilas Doradas Rionegro. Fue promovido al primer equipo en 2017. EL 4 de febrero de 2020 anotó el gol de la victoria 1-0 sobre Independiente de Santa Fe.
De cara a la temporada 2024, el jugador firmó en el CD Águila de la Primera División de El Salvador.
En junio se unió al Deportivo Pasto de la Primera División de Colombia para reforzar el plantel dirigido por el profe Gustavo Florentín de cara al clausura 2024 en Colombia.

## Clubes
| Club            | País        | Año         |
| --------------- | ----------- | ----------- |
| Águilas Doradas | Colombia    | 2017 - 2023 |
| Deportivo Pasto | Colombia    | 2023        |
| CD Águila       | El Salvador | 2024        |
| Deportivo Pasto | Colombia    | 2024        |

## Estadísticas
Actualizado al último partido disputado el 22 de octubre de 2022.
| Club                       | Div.          | Temporada     | Liga  | Liga  | Copas nacionales | Copas nacionales | Copas internacionales | Copas internacionales | Total | Total |
| Club                       | Div.          | Temporada     | Part. | Goles | Part.            | Goles            | Part.                 | Goles                 | Part. | Goles |
| -------------------------- | ------------- | ------------- | ----- | ----- | ---------------- | ---------------- | --------------------- | --------------------- | ----- | ----- |
| Águilas Doradas · Colombia | 1.ª           | 2017          | 7     | 0     | 4                | 0                | —                     | —                     | 11    | 0     |
| Águilas Doradas · Colombia | 1.ª           | 2018          | 3     | 0     | 1                | 0                | —                     | —                     | 4     | 0     |
| Águilas Doradas · Colombia | 1.ª           | 2019          | 22    | 1     | 1                | 0                | 4                     | 0                     | 27    | 1     |
| Águilas Doradas · Colombia | 1.ª           | 2020          | 18    | 1     | 2                | 0                | —                     | —                     | 20    | 1     |
| Águilas Doradas · Colombia | 1.ª           | 2021          | 21    | 0     | 0                | 0                | —                     | —                     | 21    | 0     |
| Águilas Doradas · Colombia | 1.ª           | 2022          | 8     | 1     | 0                | 0                | —                     | —                     | 8     | 1     |
| Águilas Doradas · Colombia | 1.ª           | 2023          | 0     | 0     | 0                | 0                | 0                     | 0                     | 0     | 0     |
| Águilas Doradas · Colombia | Total club    | Total club    | 0     | 0     | 0                | 0                | 0                     | 0                     | 0     | 0     |
| Deportivo Pasto · Colombia | 1°            | 2024          | 0     | 0     | 0                | 0                | 0                     | 0                     | 0     | 0     |
| Deportivo Pasto · Colombia | Total club    | Total club    | 0     | 0     | 0                | 0                | 0                     | 0                     | 0     | 0     |
| Total carrera              | Total carrera | Total carrera | 79    | 3     | 8                | 0                | 4                     | 0                     | 91    | 3     |